# 5648 (année hébraïque)
5648 (hébreu : ה'תרמ"ח , abbr. : תרמ"ח) est une année hébraïque qui a commencé à la veille au soir du 19 septembre 1887 et s'est finie le 5 septembre 1888. Cette année a compté 353 jours. Ce fut une année simple dans le cycle métonique, avec un seul mois de Adar. Ce fut la sixième année depuis la dernière année de chemitta.

## Calendrier
Ce calendrier hébraïque de l'année 5648 donne les correspondances avec les dates du calendrier grégorien.
Le premier nombre dans chaque case correspond au jour du mois hébraïque. Les jours en couleurs sont des jours remarquables juifs .
| ◄◄ | 5648 | ►► |

## Naissances
- Yitzhak Tabenkin
- Rachel Cohen-Kagan

## Décès
5643 - 5644 - 5645 - 5646 - 5647 - 5648 - 5649 - 5650 - 5651 - 5652 - 5653